# 2140 Кемерово
2140 Кемерово (2140 Kemerovo) — астероїд головного поясу, відкритий 3 серпня 1970 року.
Тіссеранів параметр щодо Юпітера — 3,244.